# Đồng(II) dichromat
Đồng(II) đicromat là một hợp chất vô cơ của đồng(II) và axit dichromic có công thức hóa học CuCr2O7, hòa tan trong nước, tạo thành các tinh thể ngậm nước – tinh thể màu đen hoặc nâu đỏ.

## Điều chế
Hòa tan đồng(II) hydroxide, đồng(II) carbonat hydroxide hoặc đồng(II) oxide trong dung dịch axit dichromic sẽ tạo ra muối:
{\displaystyle {\mathsf {Cu(OH)_{2}+H_{2}Cr_{2}O_{7}\ \xrightarrow {} \ CuCr_{2}O_{7}+2H_{2}O}}}

## Tính chất hóa học
Nó có thể hòa tan trong acid, ví dụ acid nitric:
{\displaystyle {\ce {CuCr2O7 + 2HNO3 -> Cu(NO3)2 + H2Cr2O7}}}

## Tính chất vật lý
Đồng(II) dichromat tạo thành tinh thể màu đen.
Nó hòa tan trong nước và ethanol.
Nó tạo thành dihydrat CuCr2O7·2H2O – thuộc hệ tinh thể đơn nghiêng, nhóm không gian P 21/n, thông số mạng tinh thể a = 1,319 nm, b = 0,7579 nm, c = 0,7411 nm, β = 105,81°, Z = 4.

## Ứng dụng
Đồng(II) dichromat được sử dụng để:
- Làm chất xúc tác cho các phản ứng;
- Sử dụng để bảo quản gỗ.[1]

## Hợp chất khác
CuCr2O7 còn tạo một số hợp chất với NH3, như CuCr2O7·4NH3·2H2O là tinh thể lăng trụ lớn màu đen, bị phân hủy bởi nước.